# 도롱뇽도사와 그림자 조작단
《도롱뇽도사와 그림자 조작단》은 2012년 방송된 SBS의 주간 시트콤으로, 2인조 강도단이 도사를 사칭해서 벌어진 에피소드를 다루었다.

## 등장 인물

### 주요 인물
- 오달수 : 선달 역
- 임원희 : 원삼 역
- 민호 : 민혁 역
- 류현경 : 경자 역
- 이병준 : 범규 역
- 김규선 : 규선 역
- 윤상호 : 윤 형사 역
- 김태준 : 민재 역
- 장광

### 특별출연
- 손호영 : 김시후 역
- 한민관 : 점집손님 역
- 이무송
- 노사연
- 태연 : 재벌가 손녀딸 역
- 용준형 : 조커 역
- 태민 : 본인 역
- 다이나믹 듀오
- L : 본인 역
- 김한석
- 박휘순 : 점집 도사 역(3회), 방송기자 역(7회)
- 황광희 : 취업준비생 역
- 손나은 : 이태은 역. 이태민의 여동생
- 지나 : 크리스탈 역. 타로가게 여주인
- 전효성 : 수연 역. 크리스탈의 딸
- 알렉스 : 지훈 역
- 이주연 : 시라 역
- 이현우 : 본인 역. 경자의 전 남편
- 아이유 : 본인(본명 이지은으로 출연) 역
- 타이거 JK : 타이거 역
- 탁재훈 : 승훈 역. 범규의 아들
- 이세은 : 허당녀 역
- 김은정 : 지민 역
- 한승연 : 본인 역
- 임수향 : 수민 역. 남장여성
- 지오 : 본인 역. 수민의 스토커
- 유현상 : 점집 손님 1 역
- 주영훈 : 점집 손님 2 역
- 전원주 : 원삼의 어머니 역
- 변기수
- 강성진 : X 역. 민혁의 아버지 살인범

## 시청률
최저 시청률과 최고 시청률은 시청률 조사회사와 지역별로 시청률에 차이가 있을 수 있습니다.
| 제1화  | 1월 27일 | 5.1% |
| 제2화  | 2월 3일  | 5.1% |
| 제3화  | 2월 10일 | 4.2% |
| 제4화  | 2월 17일 | 4.8% |
| 제5화  | 2월 24일 | -    |
| 제6화  | 3월 2일  | 4.6% |
| 제7화  | 3월 9일  | 3.9% |
| 제8화  | 3월 16일 | 4.5% |
| 제9화  | 3월 23일 | 3.7% |
| 제10화 | 3월 30일 | 3.1% |

## 사운드 트랙

### 1부
| #            | 제목         | 작사         | 작곡         | 가수         | 재생 시간 |
| ------------ | ------------ | ------------ | ------------ | ------------ | --------- |
| 1.           | 〈노트북〉   | 홍진영       | 홍진영       | 에이트       | 3:29      |
| 2.           | 〈노트북〉   |              | 홍진영       | 에이트       | 3:29      |
| 총 재생 시간 | 총 재생 시간 | 총 재생 시간 | 총 재생 시간 | 총 재생 시간 | 6:58      |

### 2부
| #            | 제목                  | 작사         | 작곡         | 가수         | 재생 시간 |
| ------------ | --------------------- | ------------ | ------------ | ------------ | --------- |
| 1.           | 〈사랑한다〉          | 홍진영       | 홍진영       | 써니힐       | 3:20      |
| 2.           | 〈사랑한다〉 (연주곡) |              | 홍진영       | 써니힐       | 3:20      |
| 총 재생 시간 | 총 재생 시간          | 총 재생 시간 | 총 재생 시간 | 총 재생 시간 | 6:40      |

### 3부
| #            | 제목                  | 작사         | 작곡         | 가수         | 재생 시간 |
| ------------ | --------------------- | ------------ | ------------ | ------------ | --------- |
| 1.           | 〈기다린다〉          | 홍진영       | 홍진영       | 조현아       | 4:09      |
| 2.           | 〈기다린다〉 (연주곡) |              | 홍진영       | 조현아       | 4:09      |
| 총 재생 시간 | 총 재생 시간          | 총 재생 시간 | 총 재생 시간 | 총 재생 시간 | 8:18      |

## 참고 사항
- 2화 방송분은 등장 인물들이 음란물을 제작하고 타인의 속옷을 경매에 부치는 등의 장면들이 나와 19세 이상 시청가로 분류 · 방영되었다.[2].